# Robert Anning Bell

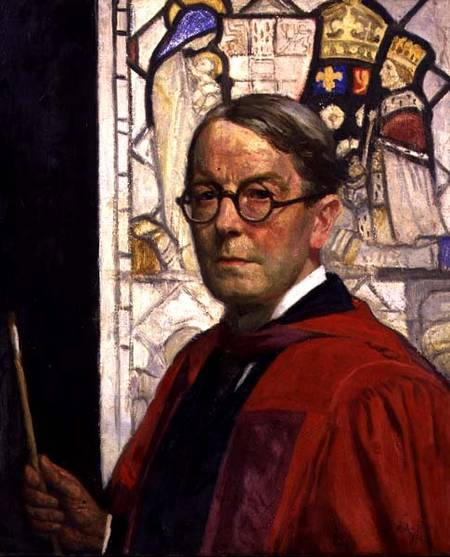
Autorretrat per Robert Anning Bell.

Robert Anning Bell (Londres, 14 d'abril de 1863- 1933) va ser un artista i dissenyador anglès.
Fill de Robert George Bell, un formatger, i Maria Charlotte Knight. Va estudiar a la University College School, al Westminster College of Art i a la Royal Academy of Arts, seguit d'un temps a París. En tornar, va compartir un estudi amb George Frampton. Amb Frampton va dissenyar una sèrie de dissenys per a un retaule que es van exhibir a l'exposició Arts and Crafts i va ser instal·lat a l'Església de Santa Clara, a Liverpool. Entre 1895 i 1899 Bell va ser professor a la Universitat de Liverpool, a l'Escola Universitària d'arquitectura. Durant aquest temps es va associar amb Della Robbia Pottery a Birkenhead i va anar adquirint cada vegada més èxit com a dissenyador i il·lustrador de llibres.
El 1911 Bell va ser nomenat cap de la secció de disseny de la Glasgow School of Art, i, des de 1918 fins a 1924 va ser professor de disseny al Royal College of Art. Ell va continuar pintant i va exposar a la Royal Academy of Arts, el New English Art Club i la Royal Watercolour Society.
Al Museu Nacional d'Art de Catalunya es pot veure una obra seva, un exlibri, l'Ex-libris de Theodule, comte de Grammont, un fotogravat sobre paper fet el 1896, provinent de la col·lecció d'Alexandre de Riquer, adquirida pel museu el 1921.